# Velká cena Malajsie silničních motocyklů
Velká cena Malajsie silničních motocyklů je motocyklový závod, který je součástí mistrovství světa silničních motocyklů jako součást Prix silničních motocyklů závodní sezóny.

## Vítězové Grand Prix silničních motocyklů - Malajsie
| Rok  | Trať      | Moto3                         | Moto2                     | MotoGP                      | Report |
| ---- | --------- | ----------------------------- | ------------------------- | --------------------------- | ------ |
| 2023 | Sepang    | Collin Veijer                 | Fermín Aldeguer           | Enea Bastianini             | Report |
| Rok  | Trať      | 125 cc                        | Moto2                     | MotoGP                      | Report |
| 2011 | Sepang    | Maverick Viñales              | Thomas Lüthi              | Závod se nedojel            | Report |
| 2010 | Sepang    | Marc Márquez (Derbi)          | Roberto Rolfo (Suter)     | Valentino Rossi (Yamaha)    | Report |
| Rok  | Trať      | 125 cc                        | 250 cc                    | MotoGP                      | Report |
| 2009 | Sepang    | Julián Simón (Aprilia)        | Hiroši Aojama (Honda)     | Casey Stoner (Ducati)       | Report |
| 2008 | Sepang    | Gabor Talmacsi (Aprilia)      | Alvaro Bautista (Aprilia) | Valentino Rossi (Yamaha)    | Report |
| 2007 | Sepang    | Gabor Talmacsi (Aprilia)      | Hiroši Aojama (KTM)       | Casey Stoner (Ducati)       | Report |
| 2006 | Sepang    | Alvaro Bautista (Aprilia)     | Jorge Lorenzo (Aprilia)   | Valentino Rossi (Yamaha)    | Report |
| 2005 | Sepang    | Thomas Lüthi (Honda)          | Casey Stoner (Aprilia)    | Loris Capirossi (Ducati)    | Report |
| 2004 | Sepang    | Casey Stoner (KTM)            | Daniel Pedrosa (Honda)    | Valentino Rossi (Yamaha)    | Report |
| 2003 | Sepang    | Daniel Pedrosa (Honda)        | Toni Elías (Aprilia)      | Valentino Rossi (Honda)     | Report |
| 2002 | Sepang    | Arnaud Vincent (Aprilia)      | Fonsi Nieto (Aprilia)     | Max Biaggi (Yamaha)         | Report |
| 2001 | Sepang    | Jóiči Ui (Derbi)              | Daijiro Kato (Honda)      | Valentino Rossi (Honda)     | Report |
| 2000 | Sepang    | Roberto Locatelli (Aprilia)   | Šinja Nakano (Yamaha)     | Kenny Roberts, Jr. (Suzuki) | Report |
| 1999 | Sepang    | Masao Azuma (Honda)           | Loris Capirossi (Honda)   | Kenny Roberts, Jr. (Suzuki) | Report |
| 1998 | Johor     | Noboru Ueda (Honda)           | Tecuja Harada (Aprilia)   | Michael Doohan (Honda)      | Report |
| 1997 | Shah Alam | Valentino Rossi (Aprilia)     | Max Biaggi (Honda)        | Michael Doohan (Honda)      | Report |
| 1996 | Shah Alam | Stefano Perugini (Aprilia)    | Max Biaggi (Aprilia)      | Luca Cadalora (Honda)       | Report |
| 1995 | Shah Alam | Garry McCoy (Honda)           | Max Biaggi (Aprilia)      | Michael Doohan (Honda)      | Report |
| 1994 | Shah Alam | Noboru Ueda (Honda)           | Max Biaggi (Aprilia)      | Michael Doohan (Honda)      | Report |
| 1993 | Shah Alam | Dirk Raudies (Honda)          | Nobuacu Aoki (Honda)      | Wayne Rainey (Yamaha)       | Report |
| 1992 | Shah Alam | Alessandro Gramigni (Aprilia) | Luca Cadalora (Honda)     | Michael Doohan (Honda)      | Report |
| 1991 | Shah Alam | Loris Capirossi (Honda)       | Luca Cadalora (Honda)     | John Kocinski (Yamaha)      | Report |